# Die Wochenzeitung
Die Wochenzeitung — officiellement WOZ Die Wochenzeitung, souvent abrégé en WOZ ou en WoZ — est le principal journal hebdomadaire de Suisse alémanique situé à gauche. Créé en 1981 sous forme de coopérative, il est réputé pour la qualité de ses enquêtes.

## Histoire
Le journal est fondé en octobre 1981, à Zurich, sur le modèle du journal allemand Die Tageszeitung (Taz). Il succède au mensuel de gauche des étudiants zurichois Das Konzept, qui disparaît en juin de la même année,.
Il est administré par une coopérative des salariés, Infolink, où chacun reçoit le même salaire de base (4000 francs suisses en 2000). Il n'a pas de rédacteur en chef mais depuis 2005 une direction de rédaction qui est élue par la rédaction elle-même.
L'association Pro WoZ assure un soutien financier depuis 1984. Depuis mai 1995, l'édition allemande du Monde diplomatique, préparée avec Taz, est offerte en supplément une fois par mois. L'évolution des différents courants de la gauche suisse (surtout au début des mouvements de jeunesse des années 1980) a marqué le contenu du journal. La faible place laissée aux espaces publicitaires, tout en garantissant une certaine indépendance, explique les difficultés financières récurrentes. En 2003, le lancement d'une nouvelle formule, plus coûteuse, menace le journal de faillite, qu'une réorganisation en 2005 permet d'éviter.
En 2019, le journal remplace son supplément culturel trimestriel intégré par une revue bimensuelle tirée à part, Wobei.

## Ligne éditoriale
WOZ est le principal journal suisse classé à gauche, dans une presse suisse alémanique majoritairement du centre ou de droite, devenant de plus en plus conservatrice. Il propose des enquêtes thématiques fouillées, et a été l'un des premiers à cultiver le genre du scoop, dont la révélation du site de stockage des déchets nucléaires de la CEDRA dans son premier numéro.

## Diffusion
- 1981 : 10 000 exemplaires[9]
- 1991 : 18 000 exemplaires[9]

- 2000 : 14 000 exemplaires en diffusion payante, pour un lectorat de 107 000 personnes[4]

- 2024 : 18 511 exemplaires en diffusion payante, 19 444 en diffusion totale[10], pour environ 96 000 lecteurs.

## Perception
En 2022, il est classé premier du groupe de référence des hebdomadaires et magazines par la quatrième édition du classement de la qualité des médias, qui base son jugement sur les critères de pertinence de l'information, de diversité des thèmes et des points de vue, de professionnalisme sous l'angle de l’objectivité et de la transparence, et sur la contextualisation des connaissances.

## Titre et graphisme
Le titre a évolué au fil des ans, ainsi que la présentation et la mise en page, laquelle est modernisée en 1996 et en 2010.

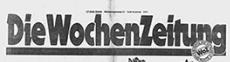
Graphie du titre de l'hebdomadaire : Die Wochenzeitung en 1981
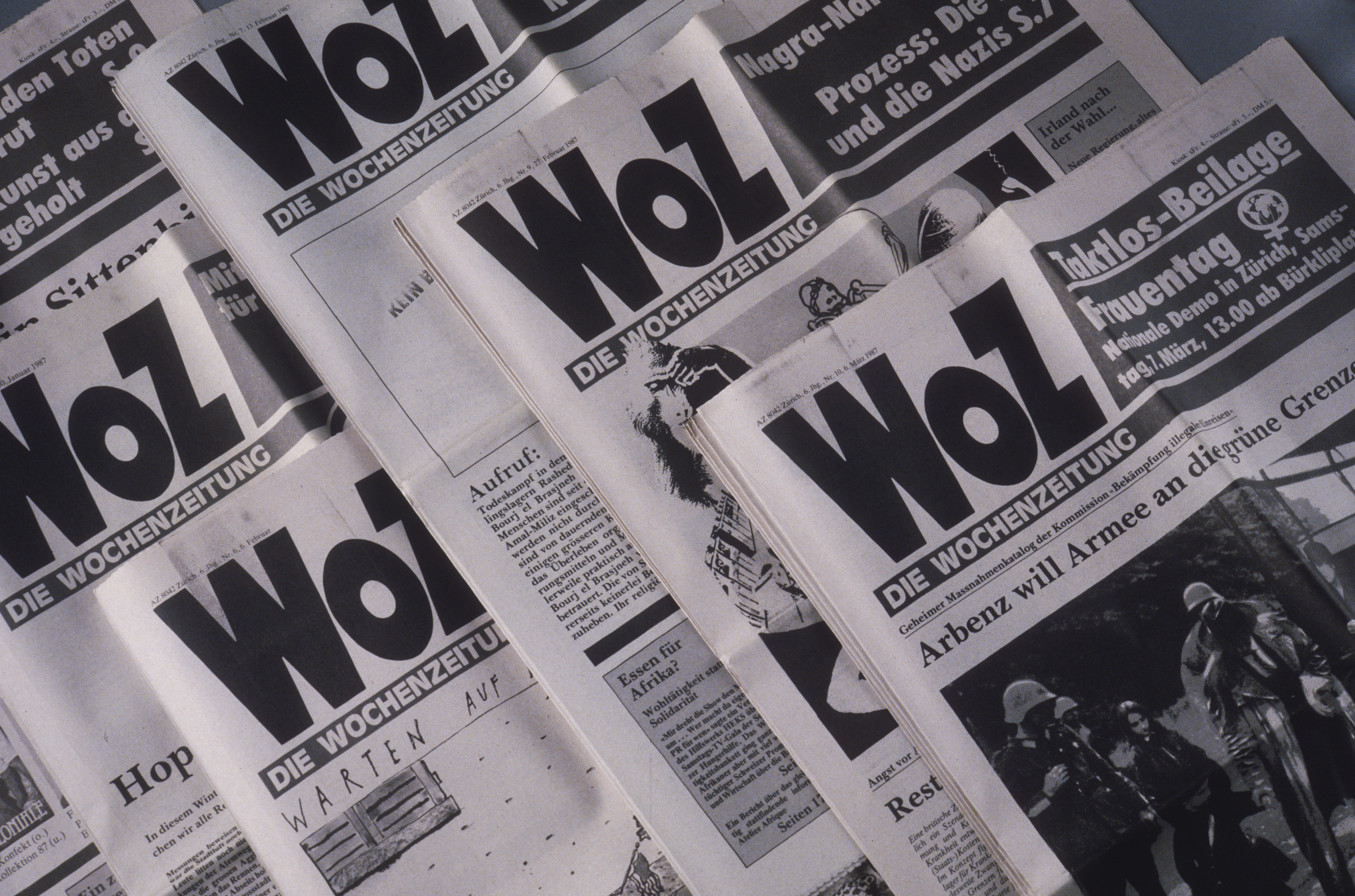
Titre de 1987
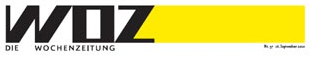
Graphie du titre de l'hebdomadaire : WOZ, Die Wochenzeitung en 2018